# درویشی (شادگان)
درویشی (شادگان)، روستایی از توابع بخش مرکزی شهرستان شادگان در استان خوزستان ایران است.

## جمعیت
این روستا در دهستان جفال قرار دارد و براساس سرشماری مرکز آمار ایران در سال ۱۳۸۵، جمعیت آن ۱٬۶۱۳ نفر (۲۹۵خانوار) بوده‌است.